# Остин и Али
Остин и Али (енгл. Austin & Ally) америчка је телевизијска серија која се емитовала од 2. седембра 2011. до 10. јануара 2016. године на Дизни каналу. Креатори серије су Кевин Копело и Хит Сајферт, са главним улогама које тумаче Рос Линч, Лора Марано, Рејни Родригез и Калум Ворти.
Продукција за орву епизоду почела је средином гебруара 2011. године, док је Дизни канал 24. маја 2011. најавио да је купио серију Остин и Али. Наручили су 13 епизода, али се на крају свело на 21, од којих је 19 емитовано. Прва реклама за серију изашла је у октобру 2011. Наручена је друга сезона серије док је продукција настављена током лета 2012, која се емитовала се од 7. октобра 2012. Дизни канал је 2. априла 2013. наручио трећу сезону серије. Трећа сезона премијерно се емитвоала 27. октобра 2013, док је продукција завршена 24. јануара 2014. Дизни канал је 25. априла 2014. наручио четврту сезону серије, која се емитовала од 18. јануара 2015. Лора Марано је 6. фебруара 2015. најавила да ће четврта сезона бити последња. Финална епизода емитована је 10. јануара 2016.
Остин и Али су емитовани у Србији, Црној Гори, Северној Македонији и у деловима Босне и Херцеговине на српској верзији Дизни канала од 2012. до 2016. године. Титл је радио студио Ес-Ди-Ај мидија. Све сезоне су титловане и емитоване.

## Радња
Смештена у Мајамију, серија говори о вези између два различита музичара; екстровертном и забавном певачу и инструменталисти Остину Муну и интровертном и незгодном текстописацу Али Досон, која је такође певачица, али има страх од сцене.

## Епизоде
| Сезона | Сезона | Епизоде | Премијерно приказивање (САД) | Премијерно приказивање (САД) | Премијерно приказивање (Србија) | Премијерно приказивање (Србија) |
| Сезона | Сезона | Епизоде | Прва епизода                 | Последња епизода             | Прва епизода                    | Последња епизода                |
| ------ | ------ | ------- | ---------------------------- | ---------------------------- | ------------------------------- | ------------------------------- |
|        | 1      | 19      | 2. децембар 2011.            | 9. септембар 2012.           | TBA                             | TBA                             |
|        | 2      | 26      | 7. октобар 2012.             | 29. септембар 2013.          | TBA                             | TBA                             |
|        | 3      | 22      | 27. октобар 2013.            | 23. новембар 2014.           | TBA                             | TBA                             |
|        | 4      | 20      | 18. јануар 2015.             | 10. јануар 2016.             | TBA                             | TBA                             |

## Ликови
- Остин Мун (Рос Линч)  је талентовани певач и плесач. Он је леп, шармантан, има добар глас и одлично плеше. Остин обожава палачинке. Његово средње име је Моника. Он је врло детињаст и воли да скупља плишане меде, такође има велики страх од сунцобрана. На почетку каријере је украо песму од Али, а пријетељи му ипак опраштају. Он и Али су постали партнери по систему „она пише, он пева”. Њихове радикално различите личности имају тенденцију да се сукобљавају, иако сматрају да су много сличнији него што мисле. Како се њихово пријатељство развија, све Остин и Али постају све ближи и ближи и на крају настаје љубавно партнерство.
- Али Досон (Лора Марано)  је Остинова партнерка. Она је првобитно песму написала за себе, али Остин ју је случајно украо и постао Интернет сензација. Као резултат тога, она и њена најбоља пријатељица Триш га прате и она временом постаје његов музички партнер и текстописац. Она лепо пева само има трему од сцене, па јој Остин помаже да се ослободи страха. Али има оца Лестера и мајку Пени која ради у Африци. Њени најбољи пријатељи су Остин и Дез, а најбоља другарица Триш. Али је добра, несебична седамнаестогодишњакиња која ради са татом у продавници инструмената Соник Бум. Највише времена проводи у соби пишући песме у своју песмарицу, коју не да ником да чита. Она је веома лоша у плесању. У првој сезони она је имала страх од сцене зато што мисли да ће погрешити и да ће јој се људи смејати.
- Патриција Марија Де Ла Роса (Рејни Родригез), познатија као Триш, је Остинова менаџерка. Она не може ни један посао где се запосли држати ни 2 дана али Остинов менаџер је њен омиљени посао. Она је Алина најбоља другарица. Триш је саркастична и осветољубива. Има мало стрпљења и много не хаје за њене пријатеље. Њене послове увек мења, често због њеног недостатка труда и присуства на послу.
- Дезмонд „Дез” Вејд (Калум Ворти) је Остинов најбољи друг. Он је веома откачен. Сања да постане режисер. Има необичан модни стил. Он је режисер свих Остинових музичких спотова. Он нема много разумевања и нелогичан је. Он има компликован однос (љубав/мржње) са Триш. Предаје ученицима на А&А Музичкој школи о снимању и продукцији музичких спотова у четвртој сезони.